# Pravá irská republikánská armáda
Pravá irská republikánská armáda (irsky Óglaigh na hÉireann; anglicky Real Irish Republican Army, RIRA) je paramilitární organizace irských republikánů snažící se o sjednocení Irska. Organizaci založili členové Prozatímní irské republikánské armády, kteří nesouhlasili s mírovou dohodou v roce 1997. Stejně jako Prozatímní IRA se i Pravá IRA považuje za následnickou organizaci Irské republikánské armády (IRA) jejíž název sama užívá. Je považována za ilegální organizaci v Irsku a teroristickou organizaci ve Spojeném království a Spojených státech amerických.
Od svého vzniku vedla Pravá IRA ozbrojenou kampaň v Severním Irsku proti britské armádě a severoirské policii. Pravá IRA je největší a nejaktivnější skupinou „disidentských republikánů“ bojujících proti britským ozbrojeným složkám. Ozbrojené složky napadala střelbou a improvizovanými náložemi, stejně jako granáty, minomety a raketami. Organizace je zodpovědná za sérii bombových útoků v Severním Irsku a Anglii způsobující převážně ekonomické škody. Nejznámějším z nich byl bombový útok v Omaghu, který si v roce 1998 vyžádal 29 obětí. Po tomto útoku vyhlásila Pravá IRA jednostranné příměří, bojové operace však obnovila v roce 2000. 7. března 2009 provedla Pravá IRA ve městě Antrim útok na kasárny britské armády, při kterém byli poprvé od roku 1997 zabiti dva britští vojáci.
Pravá IRA často brala právo do vlastních rukou, jejím terčem byli především drogoví dealeři a skupiny organizovaného zločinu. V Dublinu je obviňována z vybírání výpalného od těchto organizaci.